# Michaił Bilałow
Michaił Bilałow (bułg. Михаил Билалов, ur. 19 maja 1965 w Ruse) – bułgarski aktor i prezenter telewizyjny.

## Życiorys
Urodził się 19 maja 1965 w Ruse, ale dorastał w Burgasie w rodzinie aktorów. Uczy się gry scenicznej w Akademii Sztuk Teatralnych i Filmowych w Sofii. Mieszka we Francji.
Jest rozwiedziony, z byłą żoną ma dwie córki.
Od 1 kwietnia 2018 roku jest prowadzącym teleturniej Stani bogat (bułg. Стани богат) (bułgarską wersję lokalną teleturnieju Who Wants to Be a Millionaire?) na kanale BNT 1.